# اریلی
اریلی (به ایتالیایی: Arielli) یک کومونه در ایتالیا است که در استان کییتی واقع شده‌است.

## خصوصیات
اریلی ۱۱ کیلومترمربع مساحت و ۱٬۱۹۱ نفر جمعیت دارد و ۲۹۸ متر بالاتر از سطح دریا واقع شده‌است.